# Damalis formosana
Damalis formosana là một loài ruồi trong họ Asilidae. Damalis formosana được Frey miêu tả năm 1934. Loài này phân bố ở miền Ấn Độ - Mã Lai.